# Hans Apel-Pusch

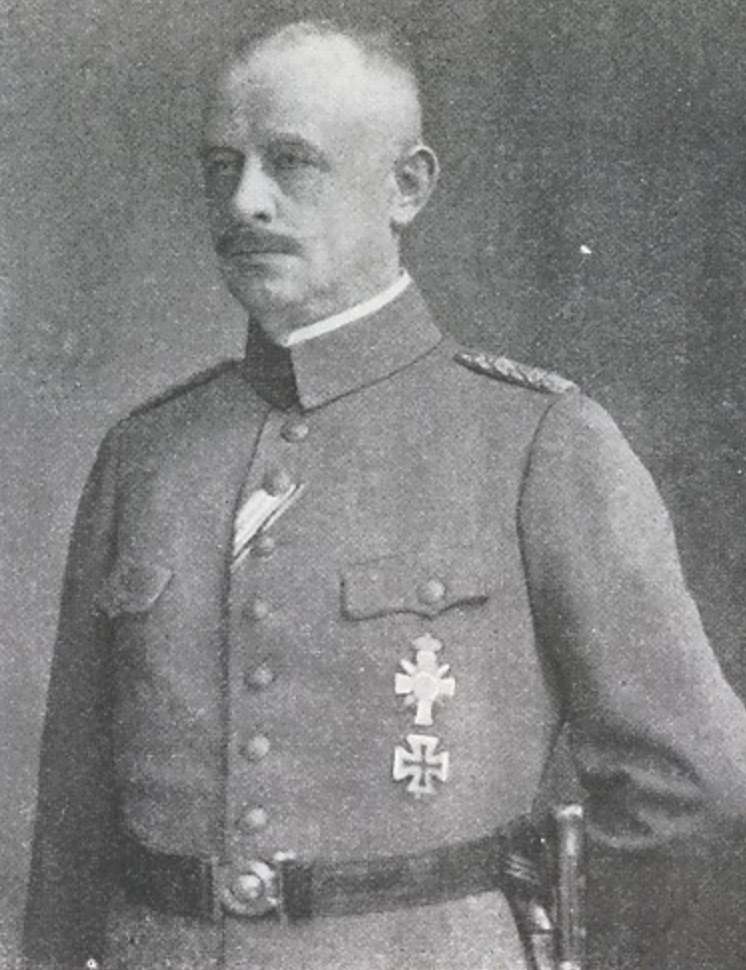
Hans Apel-Pusch

Hans Georg Joachim Apel-Pusch (* 16. Oktober 1862 in Raschwitz; † 21. April 1921 in Dölitz) war ein sächsischer Generalmajor im Ersten Weltkrieg.

## Leben

### Militärkarriere
Apel-Pusch legte 1883 sein Abitur an der Thomasschule zu Leipzig ab. Danach trat er als Offiziersanwärter in der Sächsischen Armee ein. 1891 erfolgte die Beförderung zum Premierleutnant. Er war ab 1897 Hauptmann à la suite des 3. Jäger-Bataillons Nr. 15 und Kompaniechef beim Kadettenkorps in Dresden. 1908 wurde er dem 4. Infanterie-Regiment Nr. 103 aggregiert. Als Major wurde Apel-Pusch 1909 Bataillonskommandeur im 2. Grenadier-Regiment Nr. 101 in Dresden. 1913 wurde der Oberstleutnant in den Stab des 5. Infanterie-Regiments „Kronprinz“ Nr. 104 versetzt.
Mit Ausbruch des Ersten Weltkriegs macht sein Regiment mobil und rückte im Verbund mit der 23. Reserve-Division (1. Königlich Sächsische) in Frankreich ein. In den Kämpfen bei Moronvilliers im September 1914 konnte er sich trotz schwerer Krankheit besonders bewähren und wurde am 15. Oktober 1914 mit dem Ritterkreuz des Militär-St.-Heinrichs-Ordens beliehen. Im weiteren Verlauf des Krieges war er ausschließlich an der Westfront im Einsatz und kämpfte u. a. in der Herbstschlacht in der Champagne. Von 1916 bis 1918 war Apel-Pusch als Oberst Kommandeur der 105. Reserve-Infanterie-Brigade. Im April 1918 wurde er zum Generalmajor befördert und für seine außerordentlichen Leistungen während der Deutschen Frühjahrsoffensive am 18. April 1918 mit dem Komturkreuz II. Klasse des Militär-St.-Heinrichs-Ordens ausgezeichnet.

### Familie

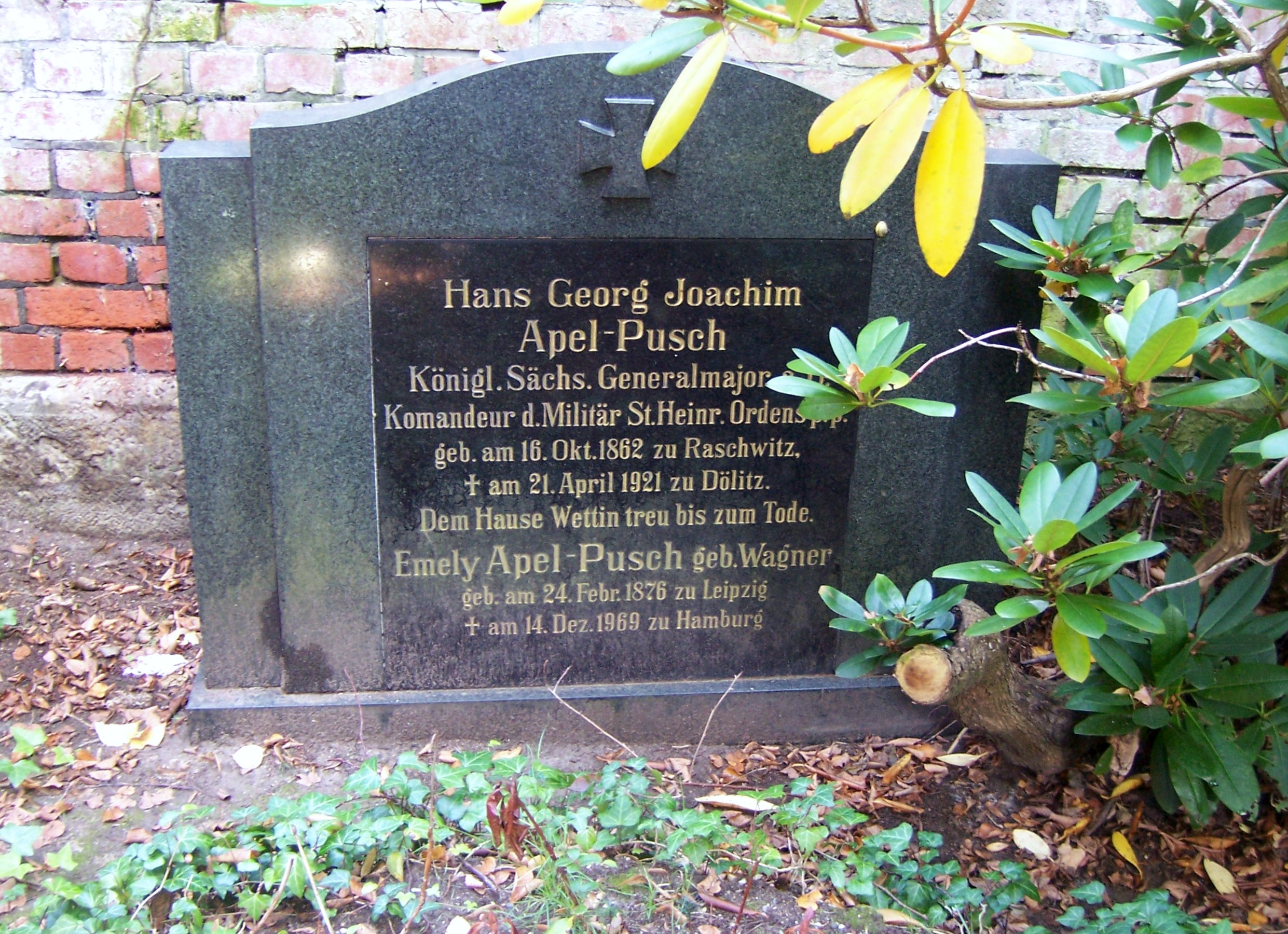
Grabstätte Hans Apel-Pusch auf dem Friedhof Markkleeberg

Apel-Pusch war mit Emily, geborene Wagner (1876–1969) verheiratet. Er starb 1921 in Dölitz. Ihr gemeinsames Grab befindet sich auf dem Friedhof Markkleeberg, Rathausstraße 51.